# Viry-Châtillon
Viry-Châtillon és un municipi francès, situat al departament de l'Essonne i a la regió de l'Illa de França. L'any 1999 tenia 30.257 habitants.
Forma part del cantó de Viry-Châtillon i del districte d'Évry. I des del 2016, de la divisió Grand-Orly Seine Bièvre de la Metròpoli del Gran París.